# Samrawit Fikru
Samrawit Fikru (Asella), en amárico : ሳምራዊት ፍቅሩ, es una científica informática, emprendedora y empresaria etíope, fundadora y directora ejecutiva de Hybrid Designs, empresa de desarrollo de software que está tras la aplicación de viajes compartidos más popular del país, RIDE.

## Trayectoria
Fikru nació en Asella, Etiopía. Obtuvo un título en ingeniería de software de MicroLink Information Technology College en 2004. Se licenció en ciencias de la computación de la Escuela de Ciencias de la Computación y Tecnología HiLCoE en 2006.
Fikru fundó la empresa de desarrollo de software Hybrid Designs en 2014. Ese mismo año, Hybrid Designs lanzó RIDE como un servicio de viajes compartidos basado en SMS. Se relanzó como una aplicación móvil con el apoyo de un call center en julio de 2017. RIDE se inspiró en la dificultad de Fikru al intentar encontrar un taxi después de largas noches de trabajo. También quería crear un servicio que diera respuesta a las preocupaciones de seguridad que ella y otros sentían al tratar de encontrar un taxi, y desarrolló RIDE para gestionar estas brechas.
En 2020, la aplicación tenía decenas de miles de usuarios y se había descargado más de 50.000 veces. El personal de desarrollo de la aplicación es femenino en un 90%. Fikru pretende inspirar a otras mujeres con su trabajo: "Las empresas propiedad de mujeres están creciendo en número; ahora necesitamos que más niñas accedan a las finanzas para hacer realidad sus ideas creativas".
En 2022, Fikru lanzó Sewasew, una plataforma de divulgación de música etíope.

## Reconocimientos
- Fikru fue reconocida como una de los 100 agentes de cambio tecnológico global Rest of the World’s 100 Global Tech Changemakers.[9]
- El éxito de Fikru como emprendedora tecnológica y su inspiración para las mujeres jóvenes fueron reconocidos por su inclusión en la lista de las 100 mujeres de la BBC en 2022.[7]